# LIT-HUM
LIT-HUM（リチューム）は、JOJO（ボーカル）、安保"Suginho"一生（ギター）、K（キーボード）、S.Toda（エンジニア）により結成された日本のバンド、サウンドプロダクションチームである。

## メンバー
- S.Toda（えす とだ） - エンジニア、編曲
- 安保"Suginho"一生（あんぼ すぎーにょ いっせい） - ギター、作詞、作曲、編曲
元WANDS（3期）、flow-war、CANDYMANのギタリスト。
- JOJO（じょじょ） - ボーカル、作詞、編曲
- K（けー） - キーボード、作詞、作曲、編曲
経歴は明らかではないが、安保の元同僚の木村真也と、苗字の頭文字と生年月日、出身地が一致している。

## 来歴
2009年4月2日、安保"Suginho"一生が自身のブログでバンドプロジェクトが進行中であることを明らかにした（この時点でバンド名は決定していた）。5月12日に公式サイトがオープン。準備期間を経て6月より始動。
メンバー間の交流はメールでのやり取りがほとんどで、メンバー4人が顔を揃えたのは始動から1月ほど経ってからだったという。
2009年12月24日、初ライブを敢行。オリジナル曲の他に安保が過去に発表したギターインスト曲やWANDSのセルフカバーなども披露された。また、幕間に3期WANDSの未発表曲や映像が公開された。
サウンドプロダクションチームとしても活動しており、ライブスタンドボーイズ、Crush Tearsの楽曲制作に参加している。

## オリジナル曲
すべて未音源化。2010年6月現在、「落陽」と「Suicide to Another（仮）」は公式サイトで試聴可能。
- 落陽

作詞：JOJO　作曲：Suginho

※2014年3月、安保一生のソロミニアルバム『SECOND』にて、インストゥルメンタル曲として初CD化。JOJOもスクリーミング・ボイスとして参加。
- Suicide to Another（仮）

作詞：JOJO　作曲：Suginho
- OPENING SE

作曲：K
- Field Of Honor（仮）

作詞：JOJO　作曲：Suginho
- フユノハナ

作曲：K
- ひとごと（仮）

作詞：Suginho　作曲：Suginho
- About You（仮）

作詞：K　作曲：K

## ライブ
- 2009年12月24日 - FLUCTUATION-club asia（1公演）

## その他の活動

### 編曲
clear
- 「Just Be Friends」(「Dearest II」収録曲)

Crush Tears
- 閃光の瞬き
- Communication Breakdown
- 28時（Album version）(「Crush Tears I」収録曲)
- White Wing(「Crush Tears I」収録曲)

ユリカ/花たん
- 「最初の涙」(「Flower Drops」収録曲)